# راس العقبة (وادي العين)

تعديل مصدري - تعديل

راس العقبة هي إحدى قرى عزلة وادي العين بمديرية حورة التابعة لمحافظة حضرموت، بلغ تعداد سكانها 6 نسمة حسب تعداد اليمن لعام 2004.